# Memoria transaccional
En informática, el término memoria transaccional (software transactional memory o STM en inglés) es un mecanismo de control de concurrencia similar a las transacciones de base de datos para controlar el acceso a una zona de memoria compartida en computación concurrente.
En la actualidad no se usa de forma masiva, siendo más bien un tema de estudio.